# Lößnig
Lößnig – osiedle miasta Lipska w Saksonii w Niemczech. Leży w południowej części miasta, przynależy do okręgu administracyjnego Süd.
Serbołużycka osada powstała tu na przełomie VII i VIII wieku. Najstarsza wzmianka o słowiańskiej miejscowości Lesnic pochodzi z 1040. W 1891 miejscowość włączono w granice Lipska.
Znajduje się tu jeden z Kamieni Apla, upamiętniający udział księcia Józefa Poniatowskiego w bitwie narodów. Obecnie stojący pomnik to kopia, oryginał z 1863 roku stoi przy Domu Bramnym w Dölitz.
Lößnig graniczy z osiedlami Dölitz, Connewitz, Marienbrunn i Probstheida.